# Эль-Маликия (Бахрейн)
Эль-Маликия (араб. المالكية‎) — небольшая рыбацкая деревня в Бахрейне, в Северной мухафазе. Расположена на западном побережье острова Бахрейн. Является местоположением футбольного клуба «Малкия». В 2007 году в районе деревни вспыхнули протесты, когда влиятельный член королевской семьи Бахрейна попытался захватить часть береговой линии посёлка.